# Fake Your Death
Fake Your Death è un singolo del gruppo musicale statunitense My Chemical Romance, l'unico estratto dalla raccolta di successi May Death Never Stop You e pubblicato il 17 febbraio 2014.

## La canzone
Si tratta dell'unico brano inedito contenuto in May Death Never Stop You, ed è stato l'ultimo brano scritto dai My Chemical Romance prima del loro scioglimento, avvenuto il 22 marzo 2013. È una semplice e intima ballata caratterizzata dalle costanti note di un pianoforte e le melodie in crescendo di una chitarra elettrica. Parlando del brano, il cantante Gerard Way ha affermato:

## Video musicale
Il video ufficiale del brano, diretto da Thomas Kirk, è un montaggio contenente le immagini dei video dei brani più celebri dei My Chemical Romance, con alcune immagini prese dai dietro le quinte e continue riprese della copertina di May Death Never Stop You realizzata in 3D.

## Tracce
Download digitale
1. Fake Your Death – 3:20

## Classifiche
| Classifica (2014)          | Posizione massima |
| -------------------------- | ----------------- |
| Regno Unito                | 63                |
| Regno Unito (rock & metal) | 1                 |
| Stati Uniti (rock)         | 47                |
| Stati Uniti (rock digital) | 33                |